# Celestí V
Celestí V, nascut Pietro Angelerio (o segons alguns Angeleri), conegut com a Pietro da Morrone i venerat com a Pietro Celestino (Isernia o Sant'Angelo Limosano, vers 1209/1215 – Fumone, 19 de maig de 1296), va ser el 192è papa de l'Església catòlica del 29 d'agost al 13 de desembre de 1294, monjo i fundador de l'orde dels celestins. És venerat com a sant, amb el nom de Pietro Celestino da Morrone, per l'Església catòlica, que celebra la seva festa litúrgica el 19 de maig. És el patró del municipi d'Isernia, que reivindica el seu lloc de naixement, i copatró de L'Aquila, Ferentino, Urbino i Molise.
Escollit a Perusa el 5 de juliol de 1294, va ser coronat a Aquila (actual L'Aquila) el 29 d'agost a la basílica de Santa Maria di Collemaggio, que havia estat construïda uns anys abans. Durant el seu breu pontificat va donar a llum la Perdonanza, una celebració jubilar anual que encara existeix avui dia. Està enterrat a la mateixa basílica de L'Aquila, dins del mausoleu construït per Girolamo da Vicenza.
Celestí V va ser el primer papa que va voler exercir el seu ministeri fora de les fronteres dels Estats Pontificis i el sisè, després de Climent I, Poncià, Silveri, Benet IX i Gregori VI a renunciar al ministeri; després d'ell van renunciar Gregori XII (el 1415) i Benet XVI (el 2013).

## Vida d'ermità

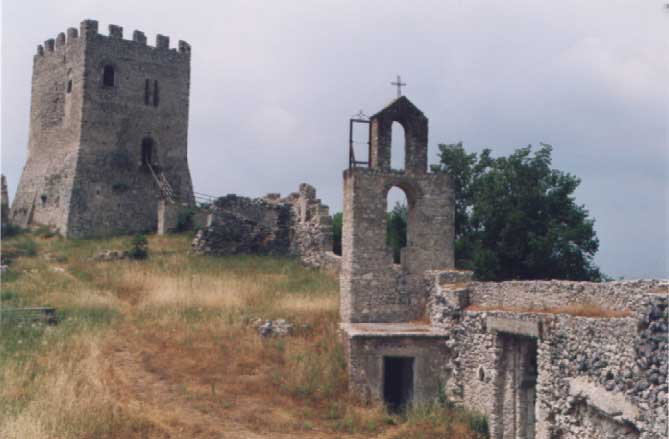
El complex Castrum Sancti Angeli de Ravecanina avui

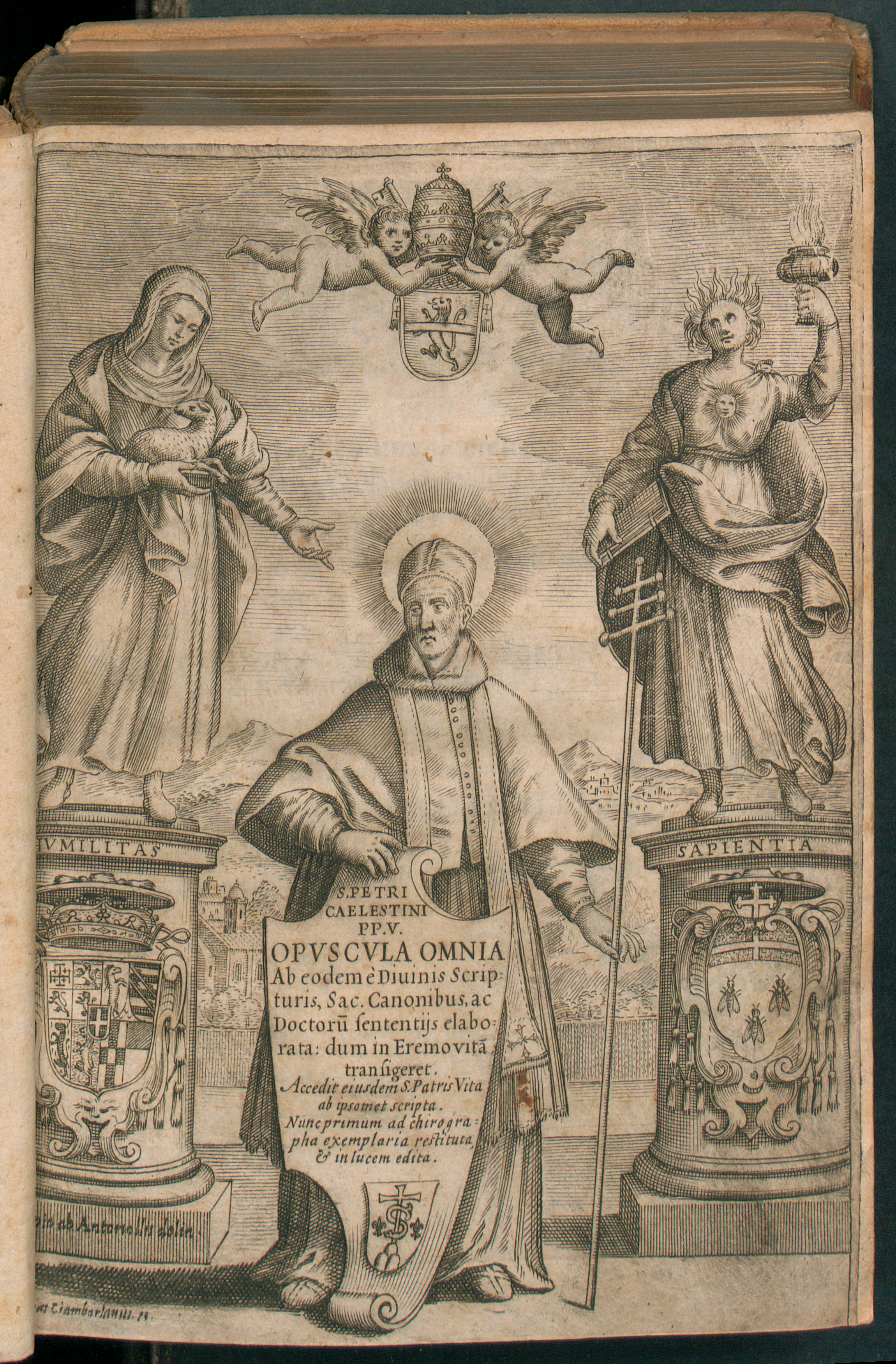
Opuscula omnia, 1640. De la BEIC, biblioteca digital

Pietro da Morrone, penúltim dels dotze fills d'Angelo Angelerio i Maria Leone, pagesos modestos, va néixer entre 1209 i 1215 (la font més acreditada és l'anomenada Vita C que diu que tenia 87 anys a la moment de la seva mort el 19 de maig de 1296 i això significaria, com diuen altres fonts, que hauria nascut l'any 1209) a Molise. El seu naixement és reivindicat tradicionalment per dos municipis: Isernia i Sant'Angelo Limosano (del qual és el patró). Posteriorment, altres dos llocs també van reivindicar el seu lloc de naixement: Sant'Angelo in Grotte (fracció de Santa Maria del Molise) i Castrum Sancti Angeli de Ravecanina, a la zona de Caserta.
De jove, durant un breu període, es va allotjar al monestir benedictí de Santa Maria in Faifoli, una església abacial que, entre les dotze de la diòcesi de Benevent, era una de les més importants. Va mostrar una extraordinària predisposició a l'ascetisme i a la solitud, i es retirà el 1239 a una cova aïllada del Monte Morrone, sobre Sulmona, d'aquí el seu nom.
El 1240 es va traslladar a Roma, presumiblement al Laterà, on va estudiar fins a prendre les ordes sacerdotals. Després d'abandonar Roma, el 1241 va tornar al mont Morrone, en una altra cova, prop de la petita església de Santa Maria di Segezzano. Cinc anys més tard també va abandonar aquesta cova per refugiar-se en un lloc encara més inaccessible de les muntanyes de la Maiella, als Abruços, on va viure de la manera més senzilla possible.
S'havia allunyat temporalment de la seva ermita al mont Morrone l'any 1244 per constituir una congregació eclesiàstica reconeguda pel papa Gregori X, el refugi preferit de Pietro, i que només més tard va prendre el nom de celestins, que seria aprovada per Urbà IV al 1264.
L'hivern de 1273 va marxar a peu a Lió, França, on estaven a punt de començar els treballs del Segon Concili de Lió volgut per Gregori X , per evitar que l'orde monàstic que ell mateix havia fundat fos suprimit. La missió va tenir èxit perquè el monjo ermità tenia gran fama de santedat, tant que el papa li va demanar que celebrés una missa davant tots els pares conciliars, dient-li que «[…] ningú era més digne d'això».
Els vint anys següents van veure la radicalització de la seva vocació ascètica i la seva desvinculació cada cop més de tot contacte amb l'exterior, fins que es va convèncer que estava a punt d'abandonar la vida terrenal per tornar a Déu. Però va succeir un fet totalment inesperat.

## Elecció al tron papal
El papa Nicolau IV va morir el 4 d'abril de 1292; el mateix mes es va reunir el conclave, que en aquella època estava format només per dotze cardenals. Hi havia nombroses reunions dels pares cardenals a la Ciutat, però sempre celebrades en diferents llocs: a Santa Maria sopra Minerva, a Santa Maria la Major i a l'Aventino al monestir de Santa Sabina. Malgrat això, el Sacre Col·legi no va poder convergir els vots necessaris sobre cap candidat.
Es va produir una epidèmia de pesta que va provocar la dissolució del conclave. Durant l'epidèmia, el cardenal francès Cholet va ser colpejat per la malaltia i va morir, de manera que el Col·legi de Cardenals es va reduir a 11 membres.
Va passar més d'un any perquè el conclave es pogués tornar a reunir, perquè havia sorgit un profund desacord pel que fa al lloc on convocar-lo (Roma o Rieti). Finalment es va trobar una solució prou compartida, i s'establí la nova seu a la ciutat de Perusa; era el 18 d'octubre de 1293.

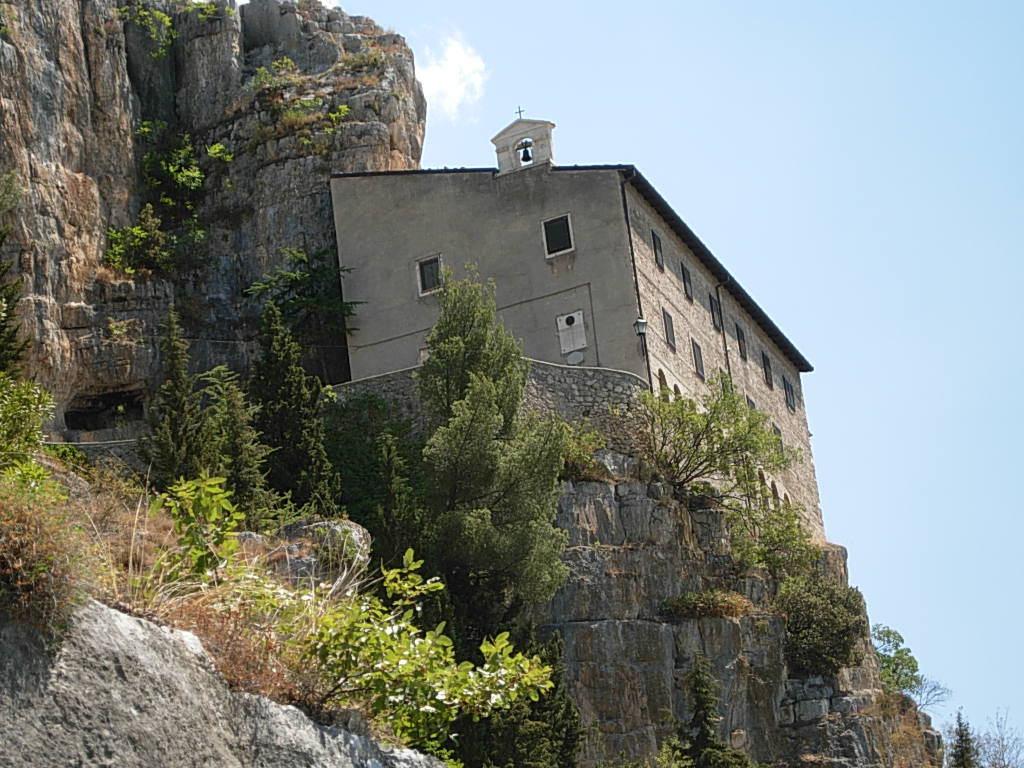
Ermita de Sant'Onofrio al Morrone on va viure Pietro da Morrone.

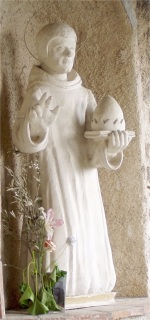
Estàtua que representa a Celestí V

Malgrat les negociacions laborioses, però, els cardenals no van poder escollir el nou papa, sobretot per la fractura que s'havia creat entre els partidaris de Colonna i la resta de cardenals. Els mesos es van succeir en va i la continuïtat de la sede vacante va augmentar el descontentament popular, que es va manifestar amb malestar i protestes, fins i tot en els mateixos cercles eclesiàstics.
Així arribem a final de març de 1294, quan els cardenals van haver d'inscriure un esdeveniment que probablement va contribuir de manera significativa a portar a terme els treballs del conclave. Aleshores, estaven en marxa negociacions entre Carles II d'Anjou, rei de Nàpols, i Jaume II, rei d'Aragó, per resoldre els fets vinculats a l'ocupació catalana de Sicília, que es va produir arran de les anomenades vespres sicilianes de 31 de març de 1282. Com que un tractat estava a punt de signar-se, Carles d'Anjou necessitava l'aprovació papal, cosa que era impossible, atès l'estancament dels treballs del conclave. Impulsat per aquesta necessitat, el rei de Nàpols va anar juntament amb el seu fill Carles Martell a Perusa, on es reunia el conclave, amb l'objectiu d'instar l'elecció del nou pontífex. La seva entrada a la sala on estava reunit el Sagrat Col·legi va provocar, evidentment, la desaprovació de tots els cardenals i el rei va ser expulsat, sobretot a causa de la intervenció del cardenal Benedetto Caetani. Aquest fet probablement va portar els cardenals a prendre consciència que era necessari tancar la seu vacant el més aviat possible.
Mentrestant, Pietro da Morrone havia pronosticat "càstigs greus" per a l'Església si no escollia immediatament el seu pastor. La profecia va ser enviada al cardenal degà Latino Malabranca, que la va posar en coneixement dels altres cardenals, i proposà el monjo ermità com a pontífex; la seva figura ascètica, mística i molt religiosa era coneguda per tots els governants d'Europa i tothom en parlava amb gran respecte. El cardenal degà, però, va haver de treballar molt per eliminar les nombroses resistències que tenia el Sagrat Col·legi respecte a la persona d'un no-cardenal. Al final, 27 mesos després de l'inici del conclave, va sorgir per unanimitat el nom de Pietro da Morrone; era el 5 de juliol de 1294.

La basílica de Santa Maria di Collemaggio, construïda per ordre del sant

La notícia de l'elecció la hi van portar tres eclesiàstics que, les setmanes següents, poc abans d'agost de 1294, van pujar al mont Morrone per explicar-li el resultat. Un dels missatgers, Iacopo Stefaneschi, futur cardenal, narra així la història en el seu Opus Metricum: «[…] va aparèixer un vell, sorprès i dubtant d'una novetat tan gran» portant «[... sotana». A la notícia de les eleccions, els seus ulls s'ennuvolaven de llàgrimes. El mateix Stefaneschi narra que quan els missatgers es van agenollar davant seu, el mateix Pietro da Morrone es va postrar humilment davant d'ells. Entre la sorpresa i la consternació per l'anunci que li van fer, el germà Pietro es va girar cap al crucifix penjat a la paret de la seva cel·la i va pregar una llarga estona. Aleshores, amb gran aprensió i patiment, va declarar que acceptava les eleccions. Tan bon punt es va estendre la notícia de l'elecció del nou pontífex, Carles II d'Anjou va abandonar immediatament Nàpols i va ser el primer a arribar al religiós. A cavall d'un ruc subjectat per la brida del mateix rei i escortat per la processó reial, Pere va anar a la ciutat d'Aquila, on havia convocat tot el Sacre Col·legi. Aquí, a l'església de Santa Maria di Collemaggio, va ser coronat el 29 d'agost de 1294 amb el nom de Celestí V.

## Pontificat
Un dels primers actes oficials va ser l'emissió de l'anomenada Butlla del Perdó, una butlla que atorga la indulgència plenària a tots aquells que, havent-se confessat i penedit dels seus pecats, anessin a la Basílica de Santa Maria di Collemaggio, a la ciutat de L'Aquila, des de les vespres del 28 d'agost fins al capvespre del 29, així es va establir la Perdonanza, una celebració religiosa que anticipava el primer Jubileu el 1300, que encara se celebra avui a la capital dels Abruços. A la pràctica, Celestí V va establir un prototip del Jubileu a Collemaggio, i potser tant ell com Bonifaci es van inspirar en la llegenda de la "Indulgència dels cent anys" de la qual hi havia testimonis que es remunten a Innocenci III.
El nou pontífex es va confiar, incondicionalment, a mans de Carles d'Anjou, i el nomenà mariscal del futur Conclave. Va ratificar immediatament el tractat entre Carles d'Anjou i Jaume d'Aragó, pel qual s'establia que, a la mort d'aquest últim, Sicília tornaria als angevins.
Seguint el consell de Carles d'Anjou, va establir la seu de la Cúria al Castel Nuovo de Nàpols, on es va instal·lar una petita sala, moblada d'una manera molt senzilla i on sovint es retirava per pregar i meditar. De fet, el papa estava protegit per Carles, però també el seu ostatge, ja que moltes de les decisions papals estaven directament influenciades pel rei angeví.
Probablement, en el transcurs de les seves freqüents meditacions devia arribar, a poc a poc, a la decisió d'abandonar el càrrec. En això també li donà suport l'opinió del cardenal Benedetto Caetani, expert en dret canònic, que considerava plenament legítima la renúncia al pontificat.

### Consistoris per a la creació de nous cardenals
El papa Celestí V durant el seu pontificat va nomenar 13 cardenals durant un únic consistori.

## Renúncia al pontificat
De fet, Pietro da Morrone va demostrar una ingenuïtat considerable en la gestió administrativa de l'Església, una ingenuïtat que, juntament amb un desconeixement considerable (en els consistoris parlaven en llengua vernacla, ja que no coneixia prou la llengua llatina), va provocar que l'administració caigués en un estat de gran confusió, i arribà fins i tot a cedir el mateix benefici a més d'un sol·licitant.
Uns quatre mesos després de la seva coronació, malgrat els nombrosos intents de dissuadir-lo fets per Carles d'Anjou, el 13 de desembre de 1294 Celestí V, durant un consistori, va llegir en veu alta la renúncia a l'ofici de pontífex romà, el text original del qual es va perdre. Ens va arribar a través de la butlla semblant de Bonifaci VIII.

| llatí Ego Caelestinus Papa Quintus motus ex legittimis causis, idest causa humilitatis, et melioris vitae, et coscientiae illesae, debilitate corporis, defectu scientiae, et malignitate Plebis, infirmitate personae, et ut praeteritae consolationis possim reparare quietem; sponte, ac libere cedo Papatui, et expresse renuncio loco, et Dignitati, oneri, et honori, et do plenam, et liberam ex nunc sacro caetui Cardinalium facultatem eligendi, et providendi duntaxat Canonice universali Ecclesiae de Pastore. | català «Jo, el papa Celestí V, mogut per raons legítimes, per la humilitat i debilitat del meu cos i per la malignitat de la plebe, per tal de recuperar la tranquil·litat perduda amb el consol de la meva vida anterior, abandono lliure i espontàniament el pontificat i renunciar expressament al tron, a la dignitat, la càrrega i l'honor que això comporta, donant des d'aquest moment al sagrat Col·legi de Cardenals la facultat d'escollir i proveir, segons les lleis canòniques, un pastor per a l'Església Universal.» (Papa Celestí V - Butlla Papal, Nàpols, 13 de desembre de 1294)[17] |
Aleshores, els historiadors van demostrar que aquesta fórmula ja s'havia utilitzat a les Decretals d'Innocenci III per a les renúncies episcopals, mentre que altres han plantejat la hipòtesi que una butlla papal, que contenia totes les justificacions per a una renúncia al càrrec de pontífex romà, s'havia compilat ad hoc pel mateix cardenal Caetani, que, davant la impossibilitat de controlar el papa com esperava, impedit de fer-ho per Carles d'Anjou, va veure en aquest assumpte la possibilitat d'ascendir ell mateix al tron papal molt abans del moment que havia previst quan va donar suport a l'elecció de Pietro da Morrone. De fet, l'única font històricament certa del contingut sumari de la butlla celestina resta fins avui el decretal Quoniam aliqui inserit en el Liber Sextus per voluntat del seu successor Bonifaci VIII
Onze dies després de la seva dimissió, de fet, el conclave, reunit a Nàpols a Castel Nuovo, va elegir el nou papa en la persona del cardenal Benedetto Caetani, originari d'Anagni, al Laci. Tenia uns 64 anys i va prendre el nom de Bonifaci VIII.
El nou papa va traslladar immediatament la seu papal a Roma i ordenà a Celestí que l'acompanyés, temorós que el poble napolità, contrari a la seva elecció, el continués considerant com a pontífex legítim.
Caetani, que havia ajudat Celestí V en la seva intenció de dimitir, tement un cisma part dels cardenals francesos oposats a ell, que podrien tornar a posar l'ermità al tron, va donar instruccions perquè el monjo vell fos controlat per evitar un segrest pels seus enemics. Celestí, havent-se assabentat de la decisió del nou papa gràcies a alguns dels seus fidels cardenals designats anteriorment per ell, va intentar escapar cap a l'est, fugint de San Germano per arribar a la seva cel·la al Morrone i després a Vieste al Gargano, per intentar embarcar-se cap a Grècia (i segons estudis "locals" sembla que es va refugiar d'amagat al castell de San Nicandro Garganico), però el 16 de maig de 1295 va ser capturat prop de Santa Maria di Merino per Guglielmo Stendardo II, conestable del regne de Nàpols, fill del famós Guglielmo Stendardo, conegut com l'Home de sang. Celestí va intentar en va tornar a fer que Caetani l'escoltés i li demanà que el deixés marxar, però Caetani es va mantenir ferm en les seves decisions en aquest sentit. Alguns historiadors diuen que Celestí es va adonar de la inutilitat de les seves peticions i, mentre se l'emportaven, va xiuxiuejar una frase, presumiblement dirigida a Caetani, que gairebé podria ser un presagi:

| llatí Intrabis ut vulpes, regnabis ut leo, morieris ut canis | català "Aconseguiràs el papat com una guineu, regnaràs com un lleó, moriràs com un gos" |

## Empresonament i mort

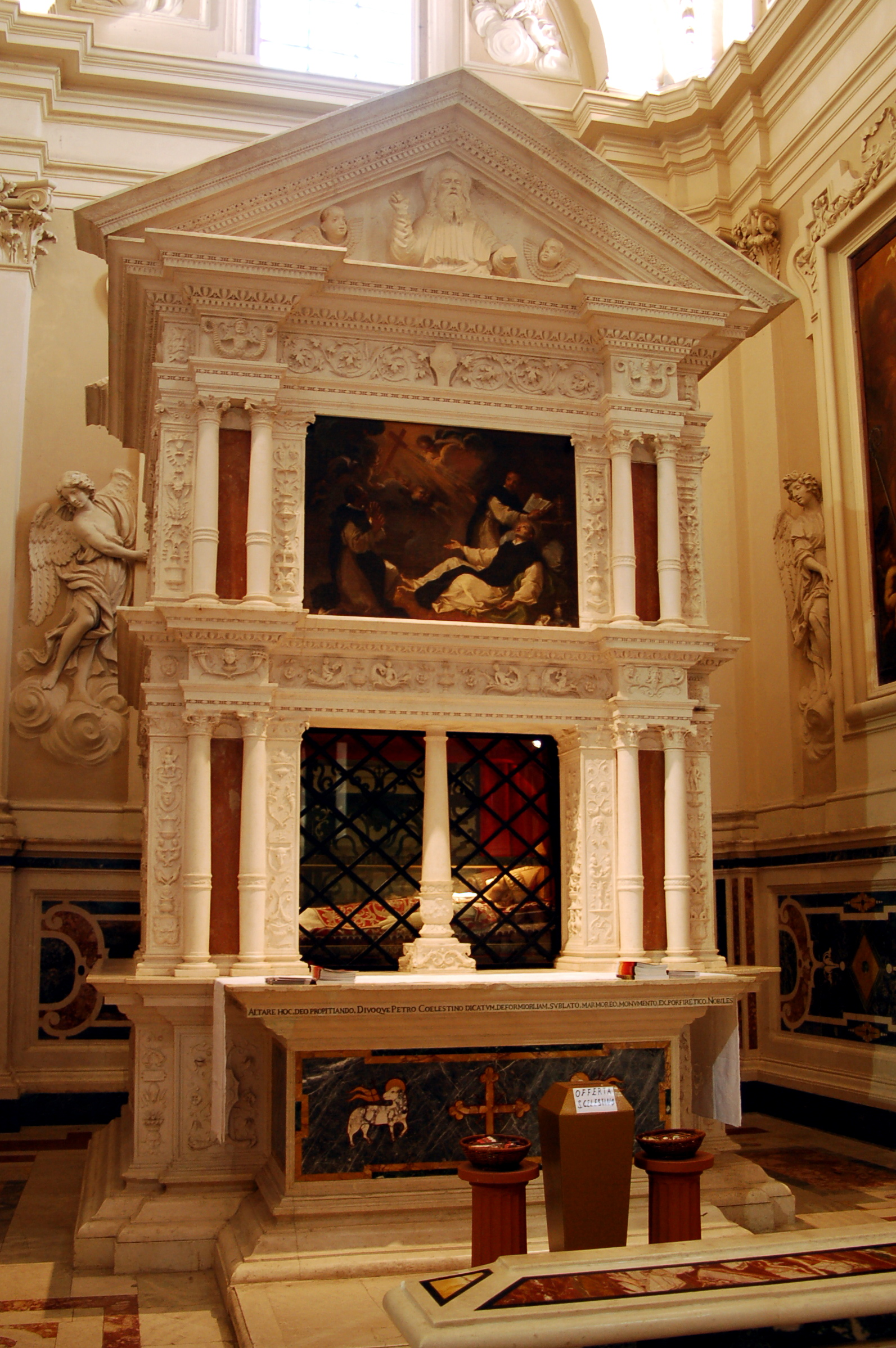
La tomba de Celestí V a la basílica de Santa Maria di Collemaggio abans del terratrèmol de 2009

Envoltat pels soldats, va ser reclòs a la fortalesa de Fumone, a Campagna e Marittima (actualment a la província de Frosinone), un castell als territoris dels Caetani i propietat directament del nou papa; aquí va morir el vell Pietro el 19 de maig de 1296, molt afeblit per la deportació i el posterior empresonament: la versió oficial sosté que l'ancià (tenia 87 anys) va morir després d'haver celebrat la seva última missa, molt cansat. Va ser enterrat inicialment prop de Ferentino, primer a l'església de Sant'Agata i posteriorment a l'església de Sant'Antonio situada a l'abadia Celestina que depenia de la casa mare de Santo Spirito del Morrone.
Immediatament es van escampar rumors i acusacions sobre la seva mort. Tot i que la teoria segons la qual Bonifaci va ordenar el seu assassinat era infundada, de fet va ser el seu successor qui va ordenar la segregació que, d'alguna manera, va portar a la seva mort. El crani de Celestí presenta un "forat" que dos informes sobre el cos, datats el 1313 i el 1888, interpretaren com a corresponent al que podria produir un clau de deu centímetres, però, segons alguns, podria ser més aviat la conseqüència de un abscés de sang; l'últim informe del 2013 afirma que el forat es va fer al crani molts anys després de la seva mort.
Bonifaci va plorar la mort del seu predecessor, un cas únic entre els papes, i va celebrar una missa pública en sufragi per la seva ànima i va començar, poc després, el procés de canonització.

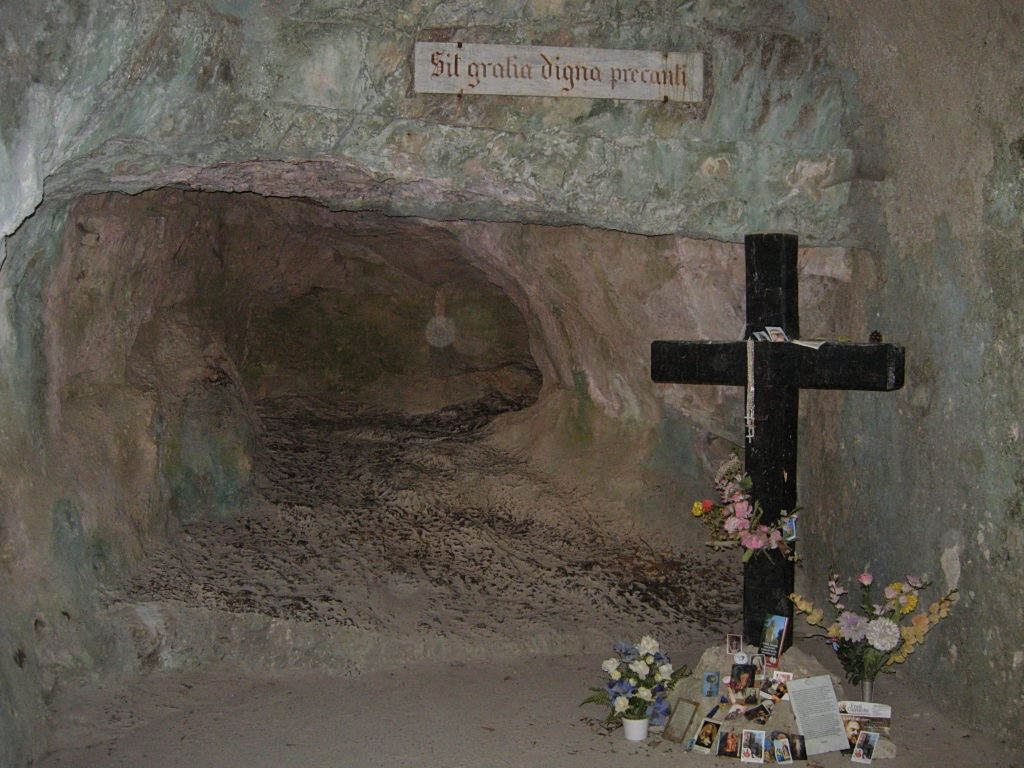
Ermita de Sant'Onofrio al Morrone, on va estar retirat
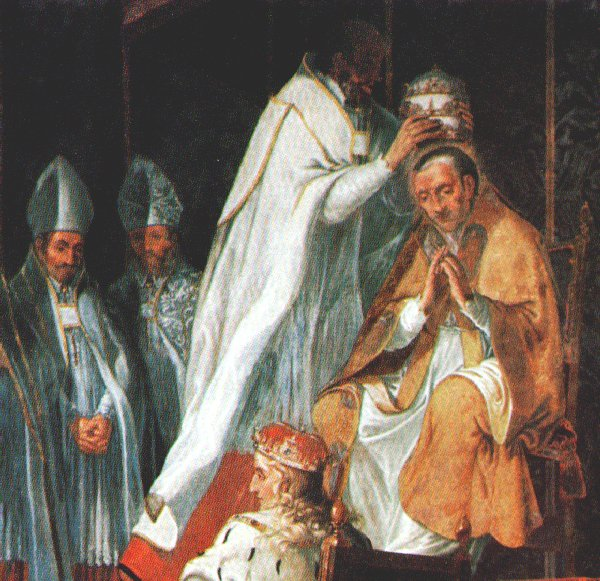
Coronació de Celestí V, quadre anònim francès del s. XVI
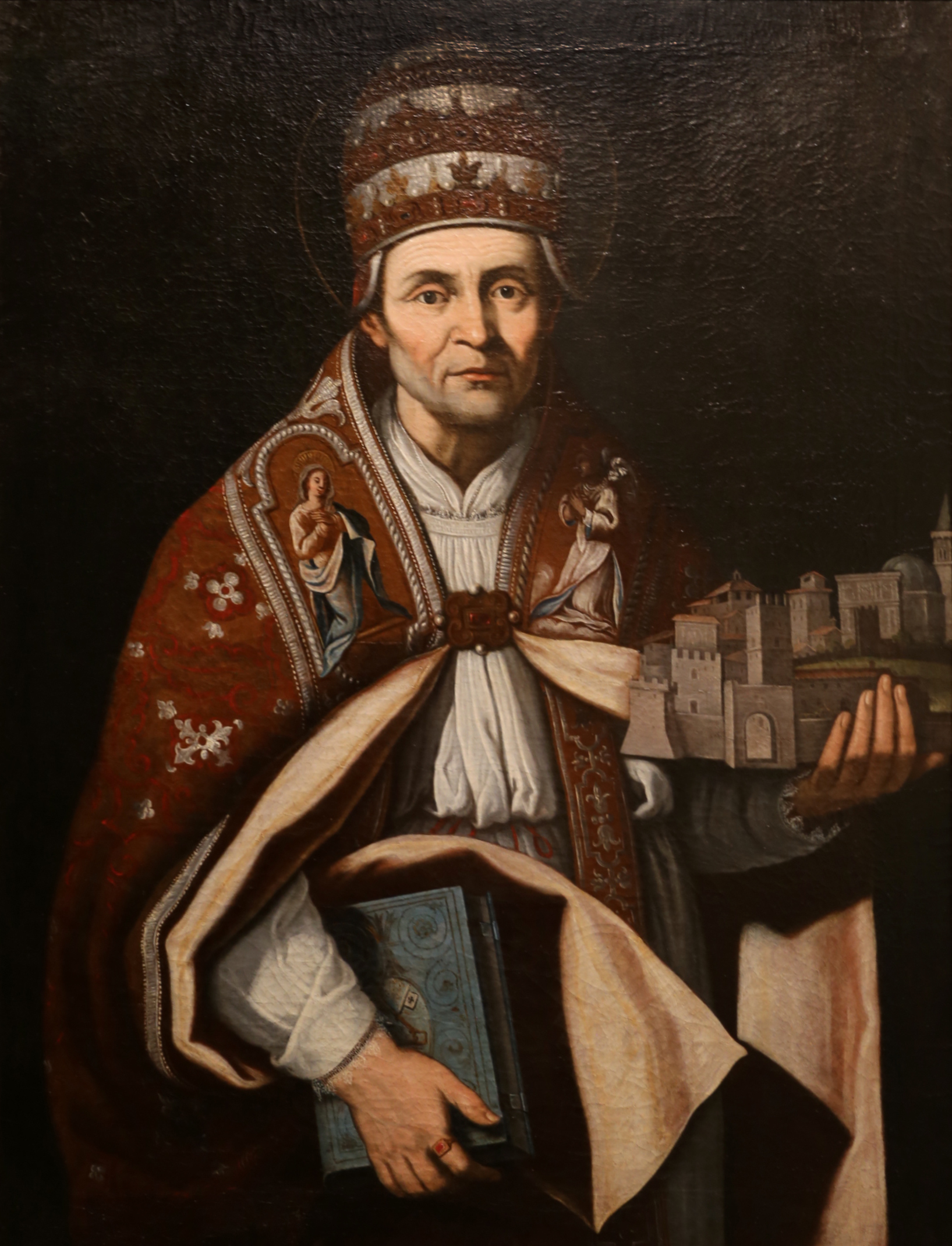
Sant Pere Celestí, quadre de Giulio Cesare Bedeschini 1613

## Canonització i culte
El 5 de maig de 1313 va ser canonitzat pel papa Climent V, accelerant molt el procés iniciat per Bonifaci, després de rebre una petició del rei de França Felip el Bell i després d'una forta aclamació del poble. Tanmateix, Climent V no el va canonitzar com a màrtir, com hauria volgut Felip el Bell, sinó com a confessor. La seva festa se celebra el 19 de maig.
El febrer de 1317 les restes van ser traslladades de l'església de Sant'Antonio Abate, prop de Ferentino, per ser enterrades a L'Aquila, a la basílica de Santa Maria di Collemaggio, on havia estat coronat papa. Tanmateix, hi ha altres versions sobre la data i els mètodes de trasllat de les restes.
El 18 d'abril de 1988 el cos de Celestí V va ser robat. Dos dies més tard, va ser trobat al cementiri de Cornelle i Roccapassa, llogarets del municipi d' Amatrice. Els instigadors o autors no han estat mai descoberts.
Arran del terratrèmol de L'Aquila de 2009, l'enfonsament de la volta de la basílica va provocar l'enterrament del reliquiari amb les restes, que després van ser recuperades pels bombers i Protecció Civil , amb la col·laboració de la Guardia di Finanza.
Celestí V és venerat amb el nom de Sant Pere Celestí. És recordat al Martirologi romà del 19 de maig:
| « | A Fumone prop d'Alatri al Laci, aniversari de la mort de sant Pere Celestí, qui, després d'haver practicat una vida ermítica als Abruços, famós per la seva fama de santedat i miracles, als vuit anys va ser elegit pontífex romà, prenent el nom. de Celestí V, però el mateix any va abdicar del seu càrrec, preferint retirar-se a la solitud. | » |

## El reconeixement canònic del 2013

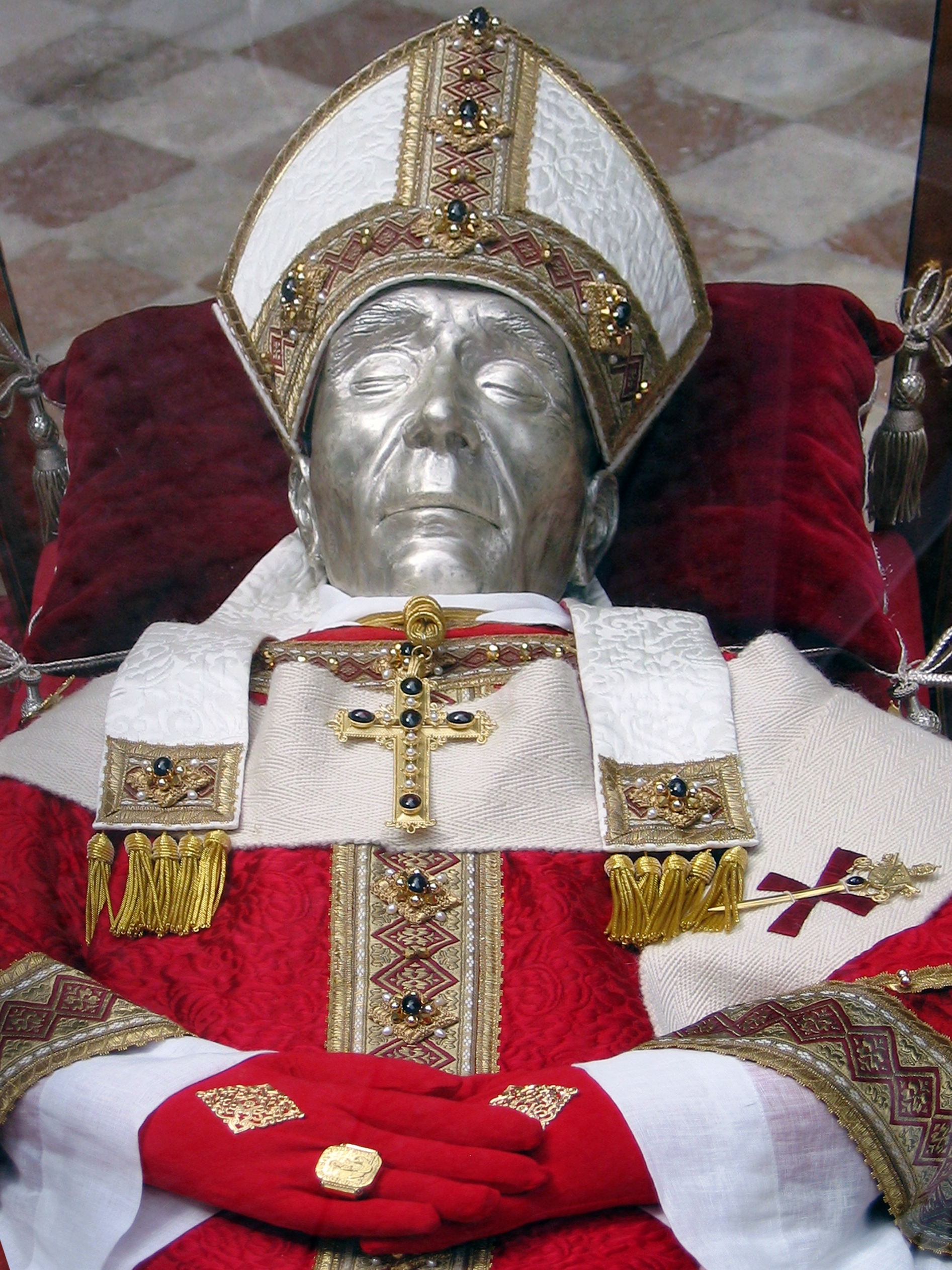
Les restes del papa Celestí V després del reconeixement canònic: al voltant de les espatlles, el pal·li del papa Benet XVI

Després del pelegrinatge de les restes de Celestí V a través de les diòcesis d'Abruzzo i Molise, que es va produir després del terratrèmol del 6 d'abril de 2009, la màscara de cera que cobria el rostre del Sant va mostrar signes clars de fusió. Per fer front a aquest problema, l'Arxidiòcesi de l'Aquila va fer l'any 2013 un reconeixement canònic de les restes mortals de Celestí, en particular del crani, per tal de poder reconstruir, amb l'ajuda d'instruments científics, els trets reals del seu rostre. La màscara de cera, irremeiablement deteriorada, va ser, doncs, substituïda per una de nova de plata. Fins i tot les vestidures del segle xviii van ser estat substituïdes per altres de producció moderna, que recorden estilísticament els trets de la signa pontificalia medieval. Aquest reconeixement també va ser l'oportunitat de col·locar sobre el cos de sant Pere Celestí el pal·li que havia lluït el papa Benet XVI el dia de l'inici del seu ministeri petrí i que ell mateix havia regalat al seu predecessor amb motiu de la seva visita a L'Aquila el 28 d'abril de 2009, pocs dies després del terratrèmol. Per sort, Benet XVI va ser el primer papa després de Celestí V i Gregori XII el 1415, a renunciar al papat el 28 de febrer de 2013 (598 anys després).
El cos de Celestí V va ser retornat a la basílica de Santa Maria di Collemaggio de L'Aquila el 5 de maig de 2013, [34] amb motiu del set-centè aniversari de la seva canonització.
Des de l'agost de 2013, com que aquest edifici estava tancat per obres de reconstrucció i restauració, les restes del sant es van conservar primer a la basílica de San Giuseppe Artigiano i després a l'oratori adjacent de San Giuseppe dei Minimi, al centre històric de la ciutat. Van tornar a Collemaggio el 20 de desembre de 2017 després de la reobertura de l'edifici per al culte.

## Celestí V a la historiografia
Les opinions sobre la renúncia de Celestí V són controvertides; de fet, encara avui els historiadors discrepen sobre el valor que cal donar al gest del pontífex. Segons una interpretació molt estesa, però contestada per alguns crítics moderns i contemporanis, Dante Alighieri és qui es va expressar de la manera més crítica amb ell mateix. De fet, hauria acusat Celestí V d'haver provocat, en abandonar el pontificat, l'ascens al tron de Bonifaci VIII, la intromissió del qual en el terreny polític ell, com a güelf blanc, desaprovava profundament. Segons aquesta hipòtesi, Celestí V seria el personatge del Tercer Cant de l'Infern en què el poeta diu:

| italià Poscia ch'io v'ebbi alcun riconosciuto, vidi e conobbi l'ombra di colui che fece per viltade il gran rifiuto. | català Després de reconèixer algú allà, vaig veure i conèixer l'ombra d'aquell que va fer la gran negativa per covardia. (Dante Alighieri , Divina Comèdia: Inf. III, 58-60) |
No obstant això, cal assenyalar que Dante aplica el concepte de covardia a personatges molt diferents de Celestí (només esmenta Esaú i Ponç Pilat) de manera que els versos s'entenen de diverses maneres i podrien al·ludir, per exemple, a l'emperador Dioclecià.
Francesco Petrarca, però, va fer una interpretació diametralment oposada d'aquest gest, creient que s'havien de considerar «[…] les seves accions com les d'un esperit altíssim i lliure, que no coneixia imposicions, d'un esperit realment diví».
Les profecies de Sant Malaquies es refereixen a aquest papa com a exeremo celsus (elevat de l'ermita), citació que fa referència que, abans de ser elegit pontífex, va ser ermità del monestir de Pouilles.

## Celestí V a la literatura
La figura de Celestí V ha estat tractada per:
- dos dels seus deixebles, que en van escriure la biografia, la més antiga i precisa, coneguda com Vita C;
- Jacopone da Todi, que, en el moment de les eleccions, li va dedicar una coneguda lauda, on es preguntava què faria el nou papa i si estaria a l'alçada de la tasca, que comença així:

| « | Què faràs, Pier da Morrone? Vaig arribar a la comparació. Veurem la mà d'obra que vam contemplar a la cel·la. Si el teu món és enganyat, és una maledicció. | » |

- Vincenzo Spinelli, que va ser abat i fiscal general de l'orde, va escriure la Vida de Sant Pere de Morrone, papa conegut com a Celestí V el 1664;
- Ignazio Silone , que va dedicar el llibre L'aventura d'un pobre cristià a la vida de Celestí V;
- L. Ceccarelli i P. Cautilli, que van dedicar el llibre La revelació de L'Aquila als suposats secrets de Celestí V;
- Angelo De Nicola, que va dedicar la "novel·la històrica virtual" a la seva figura i al seu missatge de pau, així com al perdó: La missió de Celestí.